# 4月19日
4月19日（しがつじゅうくにち）は、グレゴリオ暦で年始から109日目（閏年では110日目）にあたり、年末まではあと256日ある。

## できごと
| 老兵は死なず、ただ消え去るのみ。 |

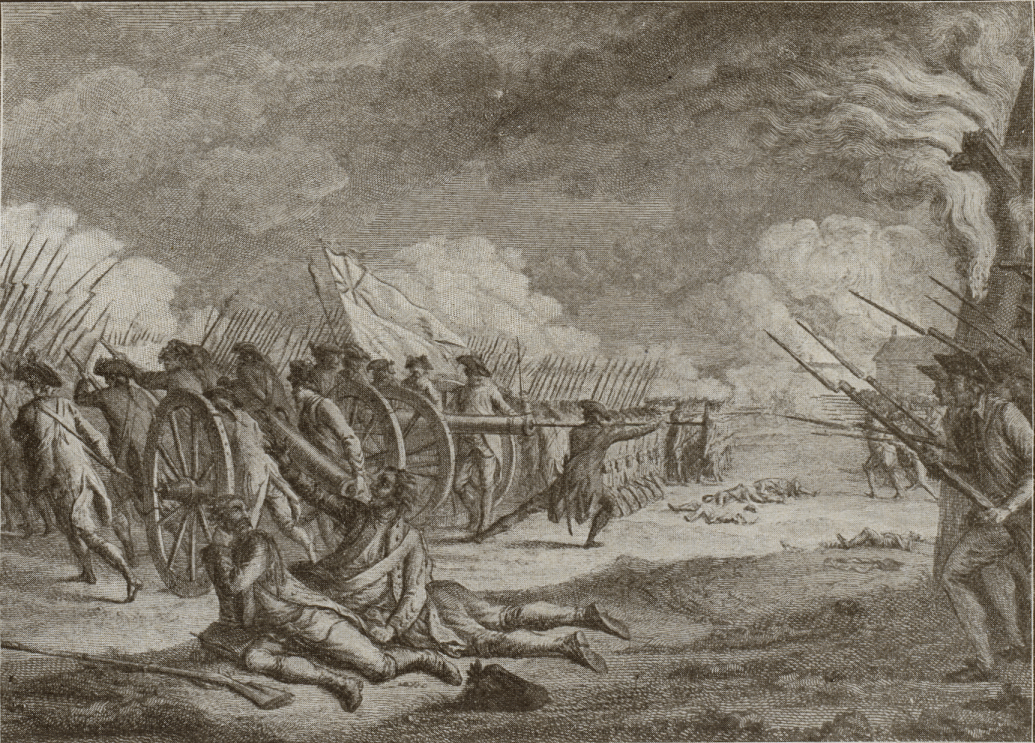
レキシントン・コンコードの戦いが起こりアメリカ独立戦争開始(1775)。

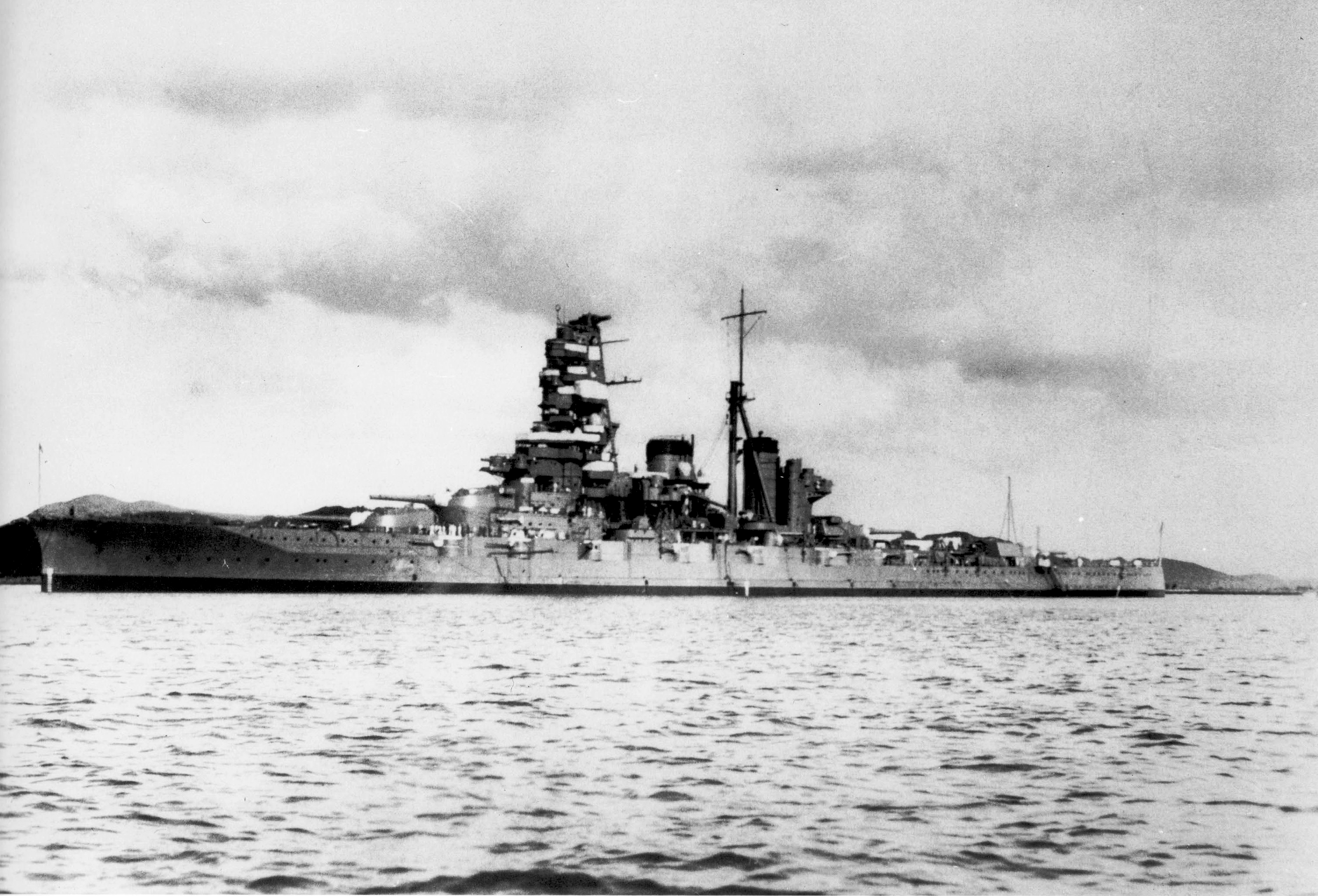
戦艦榛名竣工(1915)。第二次世界大戦末期まで生き延びた。

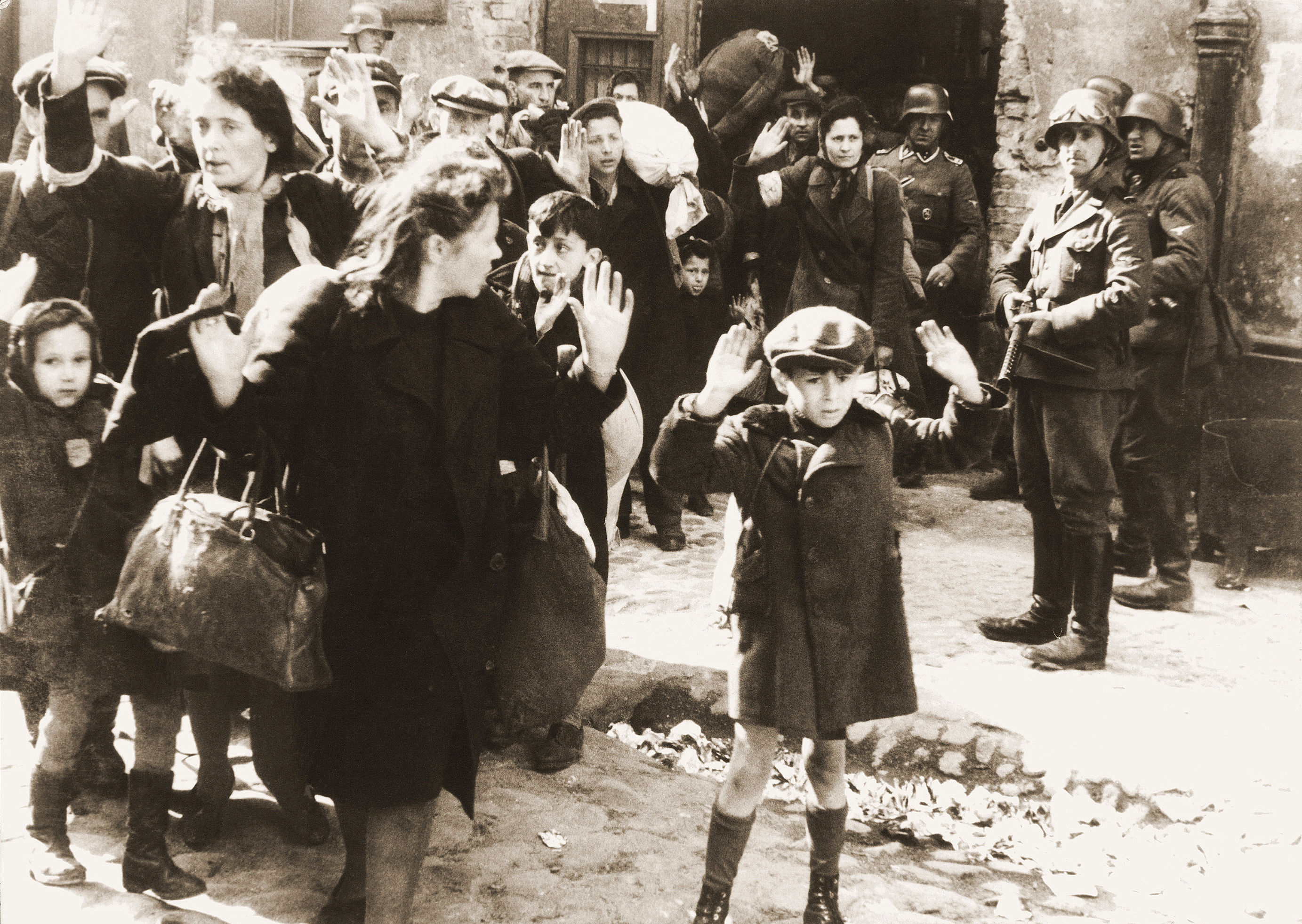
ユダヤ人による対独蜂起、ワルシャワ・ゲットー蜂起始まる(1943)。

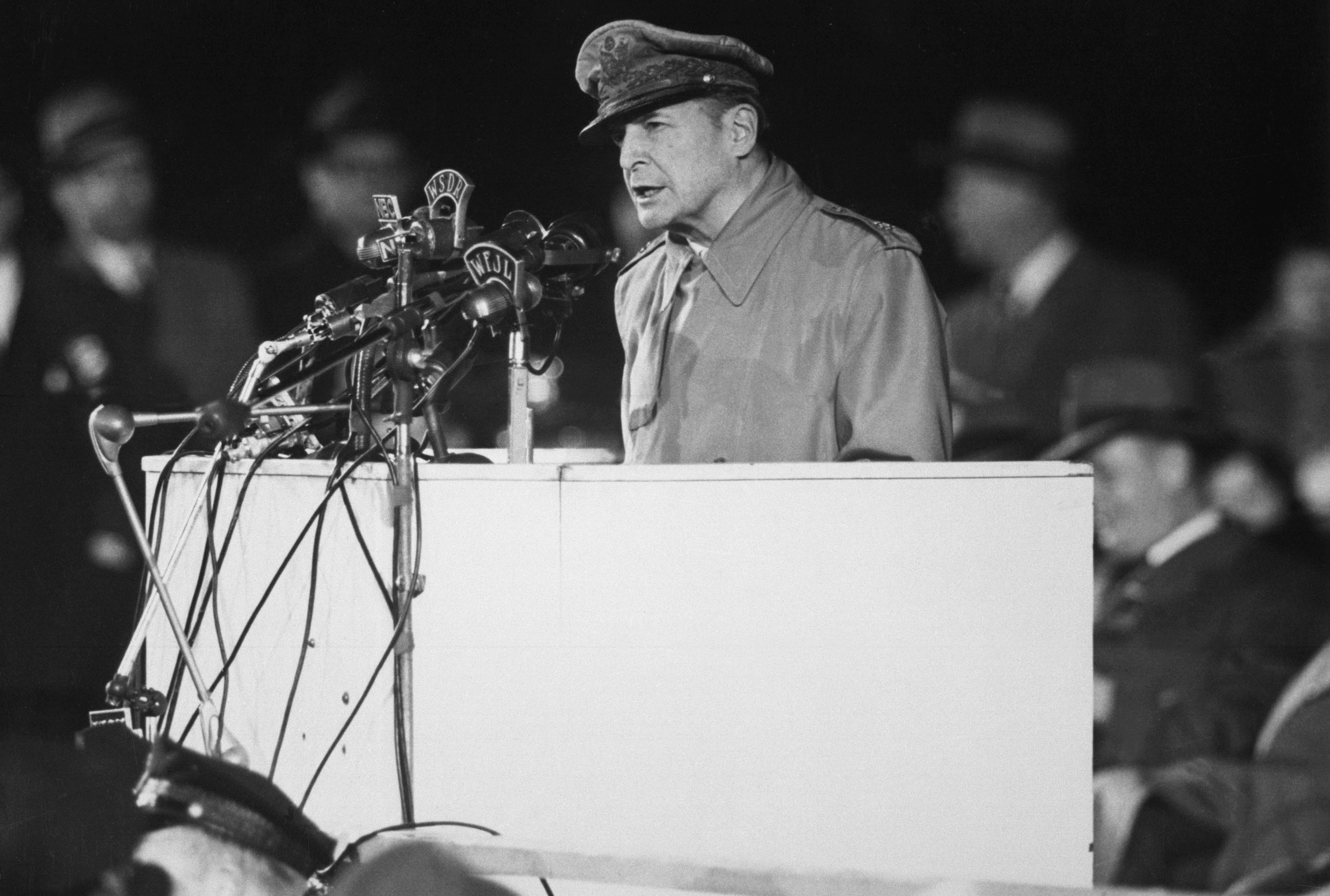
ダグラス・マッカーサー退役(1951)。

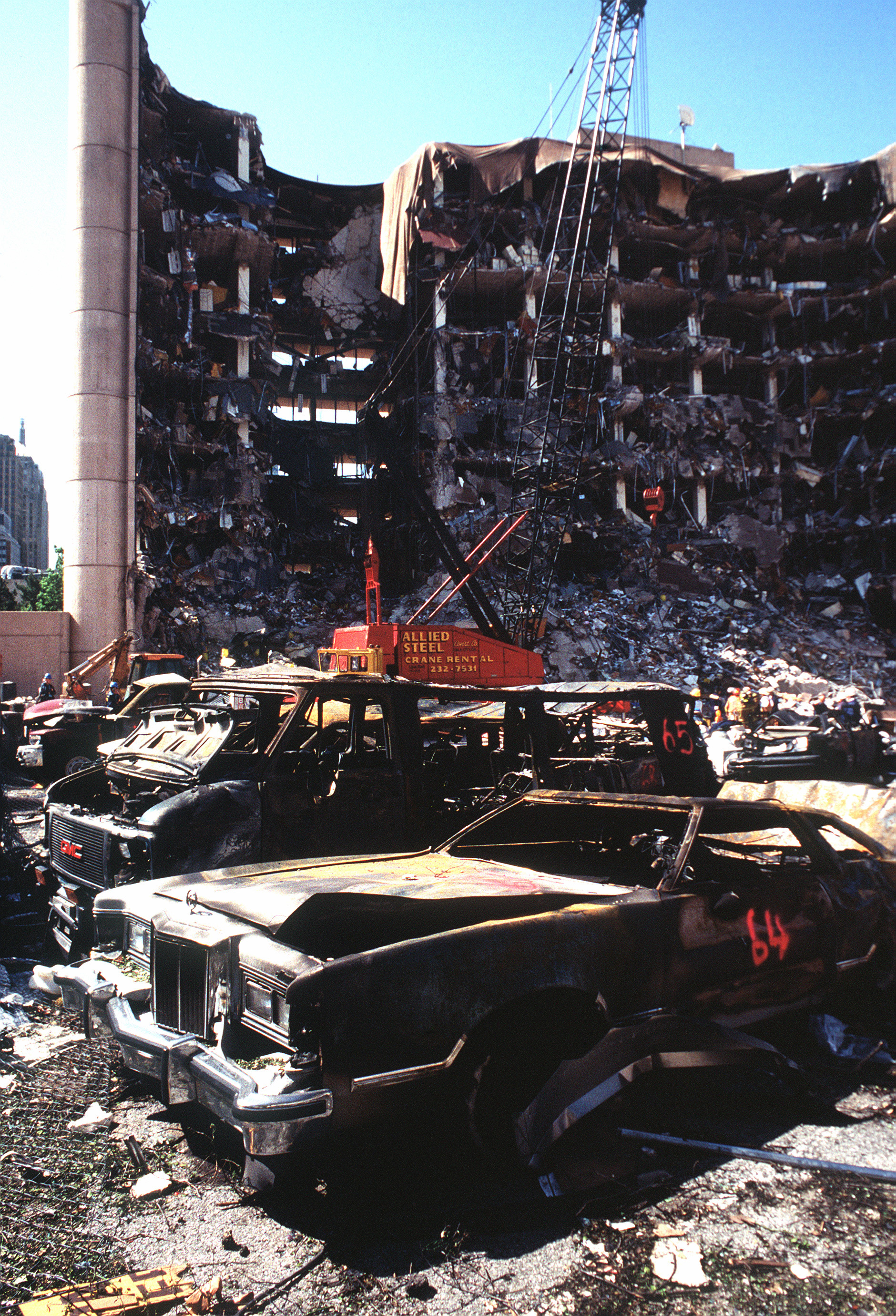
オクラホマシティ連邦政府ビル爆破事件(1995)。

- 1160年（永暦元年3月11日） - 平治の乱に敗れた源頼朝が伊豆に流される。
- 1326年（嘉暦元年3月16日） - 北条高時の出家に伴い、北条貞顕が鎌倉幕府第15代執権に就任。10日後に退任。
- 1775年 - レキシントン・コンコードの戦い: ボストン市北西のコンコードで英軍と米植民地兵が武力衝突。アメリカ独立戦争開戦の契機となる。
- 1783年 - ロシア帝国によるクリミア・ハン国の併合。
- 1880年 - 米国の宣教師ヘボンらによる新約聖書の日本語訳が完成し、東京の新栄橋教会（現新栄教会）で祝賀会が催される[1]。
- 1897年 - 第1回ボストンマラソン開催。
- 1903年 - ロシア・キシナウで大規模なユダヤ人迫害（ポグロム）が発生。
- 1904年 - トロント大火。
- 1910年 - パウル・エールリヒと秦佐八郎が梅毒の治療薬サルバルサン（606号）を発見。
- 1915年 - 日本海軍の巡洋戦艦「榛名」・「霧島」が竣工する。
- 1926年 - 堤康次郎により国立学園小学校が設立される。
- 1928年 - 田中義一内閣が中国・国民革命軍の北伐再開に対応して第二次山東出兵を決定。
- 1928年 - 1884年2月1日から分冊刊行された『オックスフォード英語辞典』（The Oxford English Dictionary）初版の最終巻が刊行される。
- 1938年 - トルコ中部でM6.7の地震。死者160人。
- 1943年 - 第二次世界大戦: ワルシャワ・ゲットー蜂起が勃発。
- 1943年 - アルバート・ホフマンがLSDの幻覚作用を発見。
- 1948年 - ミャンマーが国際連合に加盟。
- 1950年 - 公金1億円を横領して逃亡していた鉱工品貿易公団職員とその妻が出頭。会見で同公団総裁が「あれくらいは女中のつまみ食い程度」と発言したことから「つまみ食い」が流行語に。
- 1951年 - ダグラス・マッカーサーが軍を退役、「老兵は死なず、ただ消え去るのみ」の一節で知られる記念演説を行う。
- 1951年 - 第55回ボストンマラソンで、日本人で初参加の田中茂樹が優勝。
- 1953年 - 第26回衆議院議員総選挙。第1回総選挙以来63年間議席を守ってきた尾崎行雄が落選。
- 1954年 - 文京区小2女児殺害事件: 文京区立元町小学校に侵入した覚醒剤中毒者が、トイレで小学2年の女児を暴行・殺害。
- 1954年 - 映画『ローマの休日』が日本で封切り。
- 1960年 - 四月革命: 韓国・ソウルで学生数千人が大統領選挙の無効と李承晩独裁政権打倒を叫び行進。
- 1961年 - ハーバード大学教授で知日派のエドウィン・ライシャワーが駐日大使に着任。
- 1961年 - ピッグス湾への侵攻が失敗に終わる。
- 1970年 - コロンビアで大統領選挙。保守党のミサエル・パストラーナ・ボレロが軍事政権時代の指導者グスタボ・ロハス・ピニージャ将軍に僅差で勝利。野党勢力は不正選挙として大規模な抗議行動。ゲリラ組織4月19日運動 (M-19) 結成の契機となる。
- 1971年 - ソビエト連邦が世界初の宇宙ステーション「サリュート1号」を打ち上げる。
- 1971年 - シエラレオネが英連邦王国から共和制に移行する。
- 1975年 - インド初の人工衛星「アリヤバータ」をソ連で打ち上げ。
- 1983年 - 菅島事故: 航空自衛隊小牧基地所属のC-1輸送機2機が三重県鳥羽市沖の菅島に相次ぎ墜落、搭乗していた自衛官計14名が死亡。
- 1984年 - 俳優の長谷川一夫と冒険家の植村直己に国民栄誉賞が贈られる。
- 1984年 - 「アドヴァンス・オーストラリア・フェア」がオーストラリアの国歌と定められる。 『アドヴァンス・オーストラリア・フェア』を聴く[ヘルプ/ファイル]
- 1988年 - NTTが東京・大阪・名古屋でISDNのサービスを開始。
- 1989年 - 京都で国連軍縮会議開幕、31か国が参加。
- 1989年 - アメリカ海軍の戦艦「アイオワ」の2番砲塔内で爆発事故が起こり47名の死者を出す。（戦艦アイオワ砲塔爆発事故（英語版））
- 1990年 - フジテレビ系列で『世にも奇妙な物語』が放送開始される。
- 1993年 - 米テキサス州・ウェーコのブランチ・ダビディアン本部にFBIの特殊部隊が突入、本部が炎上し児童25名を含む81名が死亡した。
- 1995年 - オクラホマシティ連邦政府ビル爆破事件: 米オクラホマシティのアルフレッド・P・マラー連邦ビルで爆弾テロが発生、168人が死亡。
- 1995年 - 東京外国為替市場で1ドル＝79.75円の当時としては史上最高値に達する。
- 1995年 - 横浜駅異臭事件が発生。犯人は同年の7月6日に逮捕。
- 2000年 - 沼津ストーカー殺人事件。静岡県沼津市の沼津駅北口の駐輪場で、登校途中の女子高生（当時17歳）が刺殺される。同日夜、元交際相手の男（当時27歳）が出頭し、逮捕された[2][3]。
- 2012年 - 前年に事故が発生した東京電力福島第一原子力発電所の1号機から4号機が、電気事業法に基づき廃止[4]。
- 2018年 - 宮崎県えびの市の霧島山系・硫黄山が噴火[5]。
- 2019年 - 池袋暴走事故: ブレーキとアクセルの踏み間違い事故によって歩行者2人が死亡、9人が負傷[6]。日本で高齢ドライバー問題が社会的に注目される契機となった[7]。

## 誕生日

### 人物

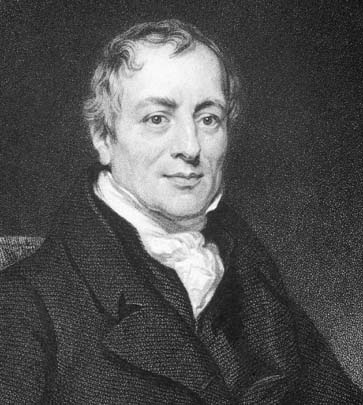
自由貿易を擁護した経済学者、デヴィッド・リカード(1772-1823)誕生。

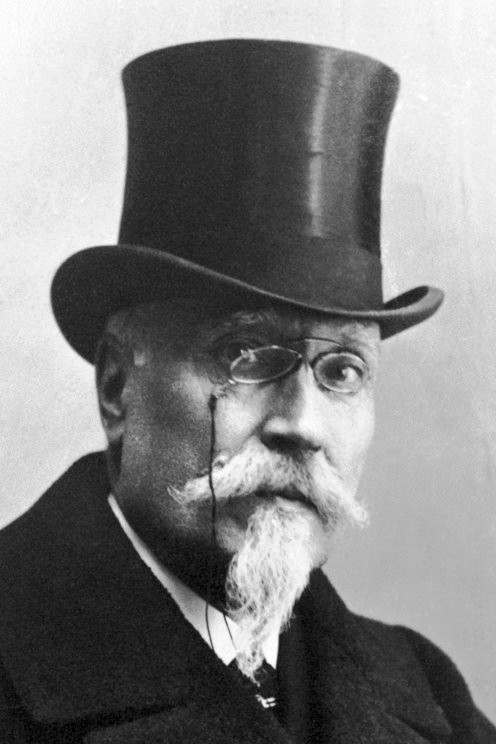
スペインの劇作家ホセ・エチェガライ・イ・アイサギレ(1832-1916)誕生。

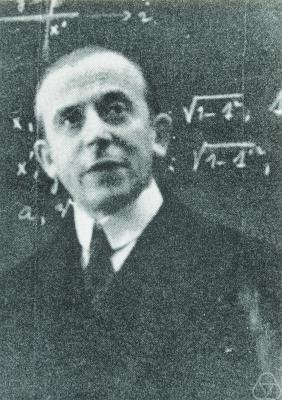
諸分野に業績を残した科学者リヒャルト・フォン・ミーゼス(1883-1953)誕生。

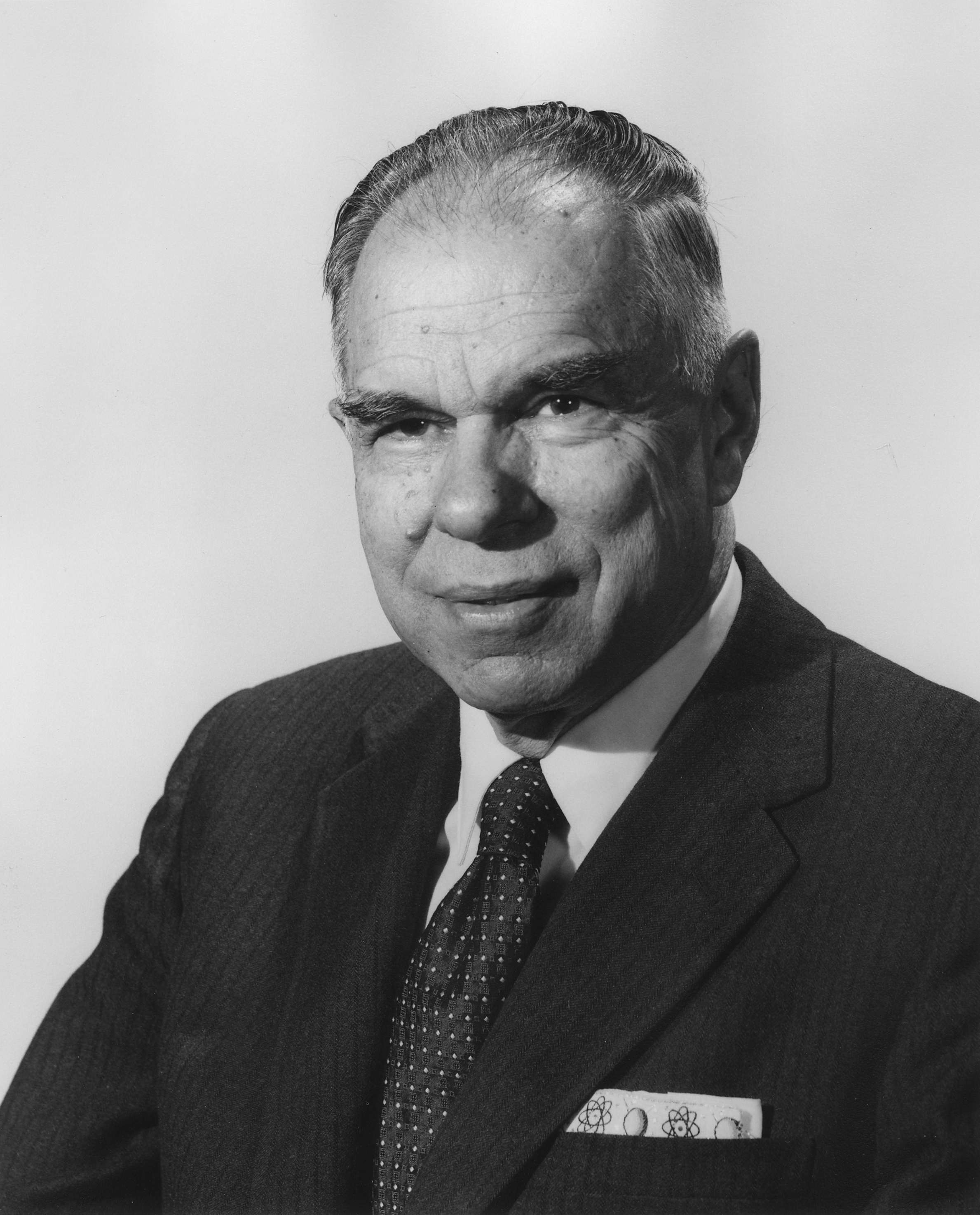
アクチノイド系列の命名者、グレン・シーボーグ(1912-1999)誕生。

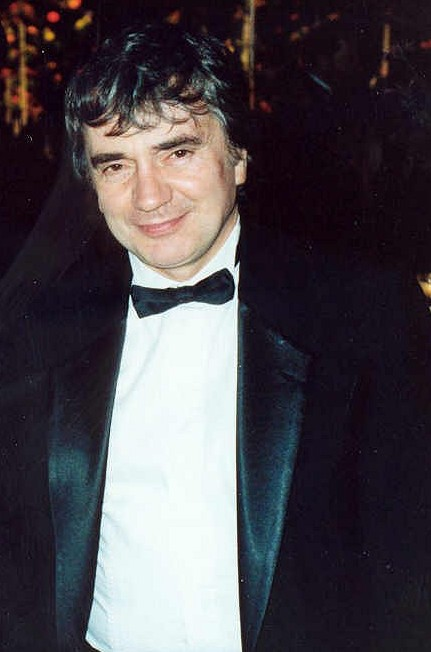
英国の俳優、、コメディアン、ミュージシャンダドリー・ムーア(1935-2002)誕生。

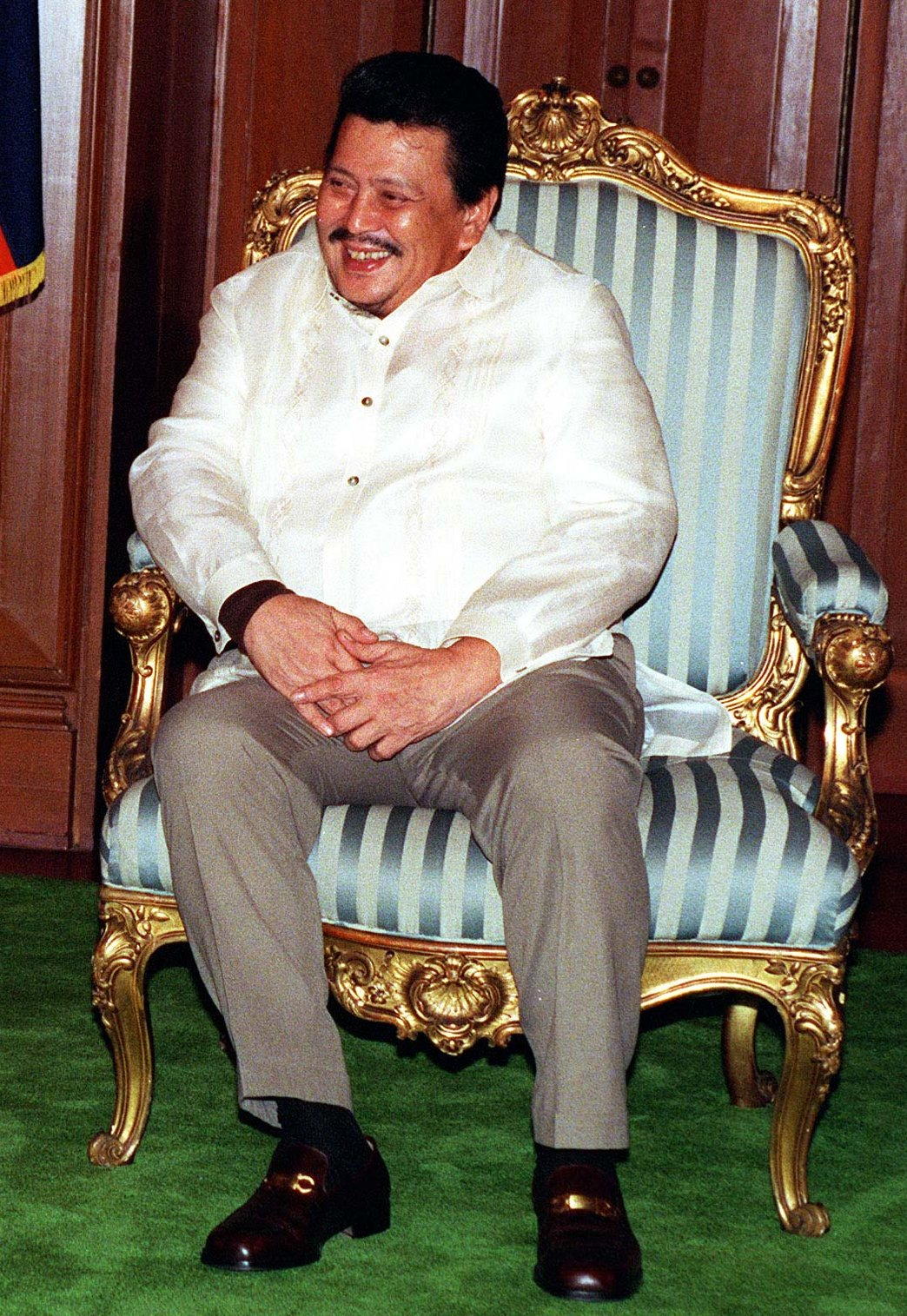
フィリピンの第13代大統領、ジョセフ・エストラーダ(1937-)誕生。

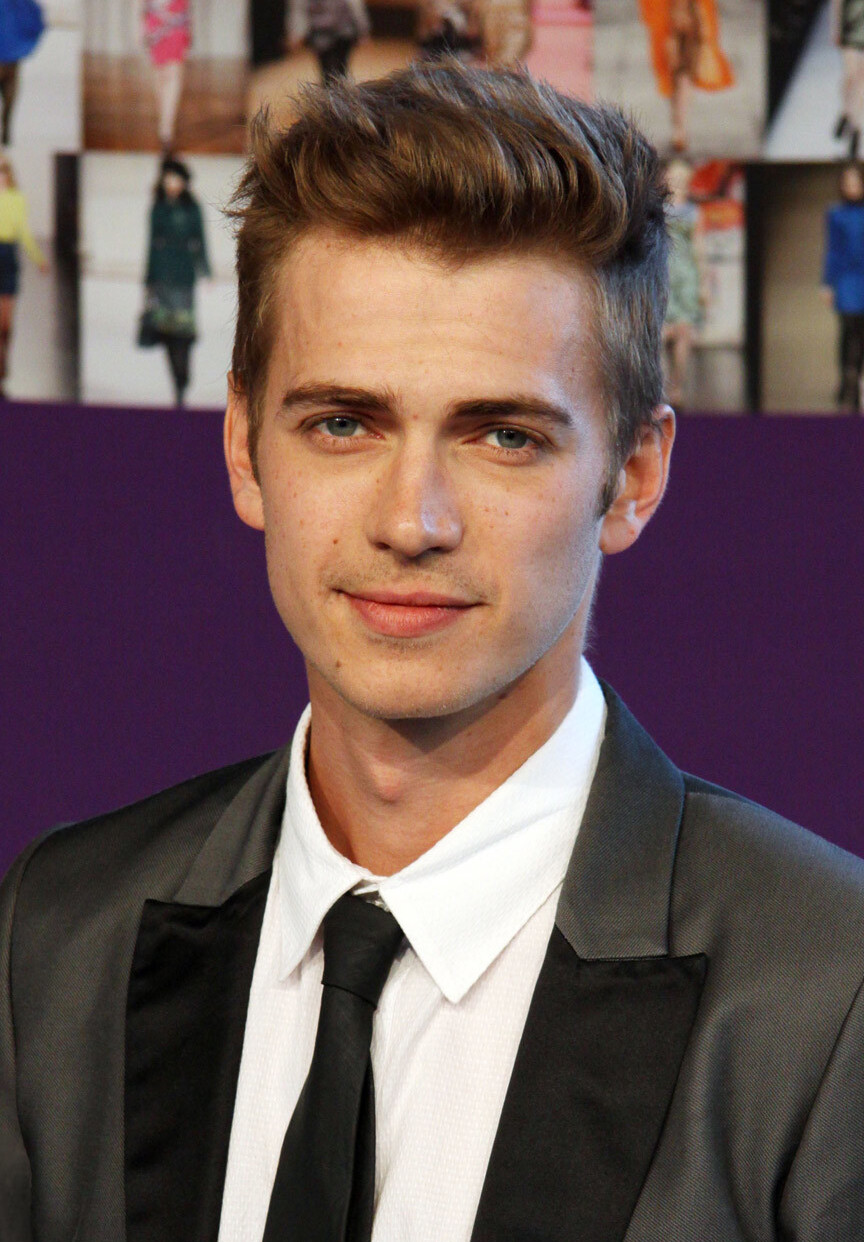
カナダの俳優、ヘイデン・クリステンセン(1981-)誕生。

- 1573年（元亀4年3月18日） - 土井利勝、安土桃山時代の武将、江戸幕府の老中・大老（+ 1644年）
- 1749年（寛延2年3月3日） - 大田南畝、文人、狂歌師（+ 1823年）
- 1772年 - デイビッド・リカード、経済学者（+ 1823年）
- 1776年 - ヴァシーリー・ゴロヴニーン、ロシア海軍の軍人、探検家（+ 1831年）
- 1793年 - フェルディナント1世、オーストリア皇帝（+ 1875年）
- 1795年 - クリスチャン・ゴットフリート・エーレンベルク、生物学者、解剖学者、地質学者（+ 1876年）
- 1801年 - グスタフ・フェヒナー、物理学者、心理学者、哲学者（+ 1887年）
- 1821年（文政4年3月17日） - 伊達宗孝、伊代吉田藩主（+ 1899年）
- 1832年 - ホセ・エチェガライ・イ・アイサギレ、劇作家（+ 1916年）
- 1832年 - ルクレティア・ガーフィールド、アメリカ合衆国のファーストレディ（ジェームズ・ガーフィールド米大統領の妻）（+ 1918年）
- 1833年（天保4年2月30日） - 毛利元承、清末藩主（+ 1849年）
- 1834年（天保5年3月11日） - 橋本左内、福井藩士（+ 1859年）
- 1845年 - Mikhail Nikolayevich Muravyov、政治家（+ 1900年）
- 1849年 - エヴァ・ゴンザレス、画家（+ 1883年）
- 1855年（安政2年3月3日） - 杉浦重剛、思想家、教育者（+ 1924年）
- 1868年 - マックス・フォン・シリングス、指揮者、作曲家（+ 1933年）
- 1870年（明治3年3月19日） - 幸田延、音楽家（+ 1946年）
- 1879年 - 朝潮太郎 (2代)、大相撲力士（+ 1961年）
- 1880年 - エヴゲニー・スルツキー、数学者、経済学者（+ 1948年）
- 1882年 - ジェトゥリオ・ドルネレス・ヴァルガス、政治家、ブラジル大統領（+ 1954年）
- 1883年 - リヒャルト・フォン・ミーゼス、科学者（+ 1953年）
- 1883年 - 山口孤剣、ジャーナリスト、社会運動家（+ 1920年）
- 1884年 - 志喜屋孝信、政治家（+ 1955年）
- 1886年 - 大島浩、大日本帝国陸軍軍人（+ 1975年）
- 1892年 - ジェルメーヌ・タイユフェール、作曲家（+ 1983年）
- 1894年 - 山田守、建築家（+ 1966年）
- 1896年 - 山下太郎、実業家、山下汽船社長（+ 1970年）
- 1897年 - 木村次郎右衛門、男性長寿世界一の人物（本出生日は3月19日）（+ 2013年）
- 1899年 - ロベルト・ルッサー、航空機技術者、パイロット（+ 1969年）
- 1900年 - アレクサンドル・プトゥシコ、アニメーション映画監督（+ 1973年）
- 1901年 - 岡潔、数学者（+ 1978年）
- 1903年 - エリオット・ネス、アメリカ財務省代理人（+ 1957年）
- 1908年 - ヨーゼフ・カイルベルト、指揮者（+ 1968年）
- 1909年 - 宮崎輝、実業家（+ 1992年）
- 1909年 - バッキー・ウォルターズ、元プロ野球選手（+ 1991年）
- 1912年 - 源氏鶏太、小説家（+ 1985年）
- 1912年 - 松本竣介、洋画家（+ 1948年）
- 1912年 - グレン・シーボーグ、化学者（+ 1999年）
- 1914年 - 織田廣喜、画家（+ 2012年）
- 1916年 - 浅野賢澄、実業家（+ 1997年）
- 1916年 - 高橋展子、労働官僚（+ 1990年）
- 1918年 - 中谷準志、元プロ野球選手（+ 1970年）
- 1921年 - 坂本茂、元プロ野球選手（+ 1989年）
- 1922年 - エーリヒ・ハルトマン、ドイツ空軍のエース・パイロット（+ 1993年）
- 1923年 - 千玄室、茶道家、裏千家第15代家元（+ 2025年）
- 1924年 - 川崎優、作曲家、指揮者（+ 2018年）
- 1928年 - 矢島文夫、言語学者（+ 2006年）
- 1928年 - アレクシス・コーナー、ミュージシャン（+ 1984年）
- 1931年 - フレデリック・ブルックス、コンピュータ科学者、ソフトウェア工学者（+ 2022年）
- 1932年 - ズザーネ・ラウテンバッハー、ヴァイオリニスト
- 1933年 - ジェーン・マンスフィールド、女優（+ 1967年）
- 1934年 - 衆樹資宏、元プロ野球選手（+ 1999年）
- 1935年 - ダドリー・ムーア、映画俳優（+ 2002年）
- 1935年 - 久世光彦、演出家、作家（+ 2006年）
- 1937年 - 庄司薫、小説家
- 1937年 - ジョセフ・エストラーダ、政治家、フィリピン大統領、俳優
- 1937年 - 平井宜雄、法学者、東京大学名誉教授、専修大学名誉教授（+ 2013年）
- 1938年 - 浅野勝人、政治家
- 1939年 - フェルナンド・ボテロ、画家、彫刻家
- 1940年 - 小川康雄、元プロ野球選手
- 1942年 - アラン・プライス、ミュージシャン（元アニマルズ）
- 1943年 - 矢野博丈、実業家（+ 2024年）
- 1944年 - バーニー・ウォーレル、ミュージシャン
- 1944年 - ジェームズ・ヘックマン、経済学者
- 1945年 - 村野武範、俳優
- 1945年 - 漆間巌、元警察庁長官、元内閣官房副長官
- 1945年 - 沼田義明、元プロボクサー
- 1946年 - 日野日出志、漫画家
- 1946年 - ティム・カリー、コメディアン
- 1947年 - マレイ・ペライア、ピアニスト、指揮者
- 1947年 - 小室光男、元プロ野球選手
- 1949年 - 藤田雄山、政治家（+ 2015年）
- 1950年 - 和田慎二、漫画家（+ 2011年）
- 1950年 - 藤田幸久、政治家
- 1950年 - 石川政雄、元プロ野球選手
- 1951年 - 石川良三、政治家
- 1952年 - アレクシス・アルゲリョ、プロボクサー（+ 2009年）
- 1953年 - サラ・シメオニ、陸上競技選手
- 1953年 - 宮園雅敬、実業家
- 1954年 - 長谷部史親、文芸評論家
- 1954年 - 松藤英男、ドラマー
- 1954年 - 水江正臣、元プロ野球選手
- 1955年 - 遠藤一彦、元プロ野球選手
- 1955年 - 長谷川集平、絵本作家、ミュージシャン
- 1955年 - 鮫島秀樹、ミュージシャン
- 1955年 - レゲーツィ・クリスチナ、フィギュアスケート選手
- 1956年 - 奥平総一郎、実業家
- 1957年 - 石原伸晃、政治家
- 1957年 - EBBY、ミュージシャン
- 1957年 - 葛優、俳優
- 1959年 - 根本りつ子、女優
- 1960年 - 芦川誠、俳優
- 1960年 - 佐々木潤子、漫画家
- 1960年 - R・J・レイノルズ、元プロ野球選手
- 1963年 - 廣瀬洋一、ミュージシャン
- 1964年 - 中西一善、政治家
- 1964年 - 田﨑竜太、映画監督、演出家
- 1965年 - 城内実、政治家
- 1965年 - ナタリー・デセイ、声楽家
- 1966年 - エル・サムライ、プロレスラー
- 1968年 - ムスワティ3世、スワジランド国王
- 1968年 - アシュレイ・ジャッド、女優
- 1969年 - 久慈照嘉、元プロ野球選手
- 1969年 - 礒貝洋光、元サッカー選手、プロゴルファー
- 1969年 - 柴田時江、女優
- 1970年 - 菊田まりこ、絵本作家
- 1970年 - ケリー・ホームズ、陸上選手
- 1970年 - ルイス・ミゲル、歌手
- 1971年 - 井出竜也、元プロ野球選手
- 1971年 - 星奈優里、女優
- 1971年 - 古池拓一、元プロ野球選手
- 1972年 - リバウド、元サッカー選手
- 1972年 - ウェズレイ、元サッカー選手
- 1972年 - オリビエ・ドゥルーズ、騎手
- 1973年 - 神野信也、元プロ野球選手
- 1973年 - 中田一三、元サッカー選手、指導者
- 1973年 - 御崎朱美、声優
- 1973年 - 藤田優一、ラジオパーソナリティ
- 1974年 - 玉力道栄来、元大相撲力士、年寄10代松ヶ根
- 1974年 - ホセ・クルーズ・ジュニア、元プロ野球選手
- 1975年 - 前田愛、声優
- 1975年 - 諸岡なほ子、ファッションモデル、タレント
- 1975年 - 吉田豊、騎手
- 1975年 - 福田洋介、作曲家
- 1975年 - ユッシ・ヤースケライネン、元サッカー選手
- 1976年 - 金村曉、元プロ野球選手
- 1976年 - 坂下千里子、タレント
- 1976年 - 藤沢文翁、劇作家、演出家
- 1976年 - きくりん、お笑い芸人
- 1977年 - デニス・レイエス、プロ野球選手
- 1977年 - 黒田祐、元プロバスケットボール選手
- 1978年 - 吉原慎也、元サッカー選手
- 1978年 - ジェームズ・フランコ、俳優
- 1978年 - ガブリエル・エインセ、元サッカー選手、指導者
- 1978年 - 井上剛、声優
- 1979年 - 古島清孝、声優
- 1979年 - ケイト・ハドソン、女優
- 1979年 - 加藤鮎子、政治家
- 1980年 - 玉城ちはる、女優
- 1980年 - 平松康平、元サッカー選手
- 1980年 - 田村隆平、漫画家
- 1981年 - ヘイデン・クリステンセン、俳優
- 1981年 - 比嘉寿光、元プロ野球選手
- 1981年 - 原竜太、元サッカー選手
- 1981年 - カタリーナ・サンディノ・モレノ、女優
- 1981年 - トロイ・ポラマル、元アメリカンフットボール選手
- 1981年 - 本間勲、元サッカー選手
- 1982年 - 大野靖之、シンガーソングライター
- 1983年 - 岡本秀寛、元プロ野球選手
- 1983年 - ジョー・マウアー、元プロ野球選手
- 1983年 - カーティス・シグペン、プロ野球選手
- 1983年 - ザック・デューク、プロ野球選手
- 1983年 - アルベルト・カヤスポ、プロ野球選手
- 1984年 - 美紗央、女優
- 1985年 - ヴァロン・ベーラミ、サッカー選手
- 1985年 - 平田真菜、声優
- 1986年 - キャンデース・パーカー、バスケットボール選手
- 1986年 - 貞升南、棋士
- 1986年 - 黒木渚、シンガーソングライター
- 1986年 - クレメンス・ブルマー、フィギュアスケート選手
- 1986年 - 西本泰承、元プロ野球選手
- 1987年 - マリア・シャラポワ、元テニス選手
- 1987年 - オクサナ・アキンシナ、女優
- 1987年 - 片山博視、プロ野球選手
- 1987年 - ジョー・ハート、サッカー選手
- 1987年 - 富士東和佳、大相撲力士
- 1988年 - 小嶋陽菜、タレント（元AKB48[8]）
- 1988年 - 内田りりこ、声優
- 1988年 - ケビン・ベジスティック、野球選手
- 1988年 - 岡根直哉、サッカー選手
- 1989年 - シム・リウ、俳優
- 1990年 - 貴月芳将匡、元大相撲力士
- 1990年 - 貴斗志将吏、元大相撲力士
- 1990年 - 髙橋礼華、バドミントン選手
- 1990年 - ジェシカ・パウレット、ファッションモデル
- 1990年 - デニス・ハルマシュ、サッカー選手
- 1990年 - ダミアン・ル・タレク、サッカー選手
- 1991年 - 笠原美香、ファッションモデル
- 1991年 - ブライアン・ミッチェル、プロ野球選手
- 1991年 - 眞下貴之、元プロ野球選手
- 1991年 - 松本美佳里、元タレント
- 1994年 - 尾島知佳、元タレント、元アイドル（元Girl〈s〉ACTRY、元アイドリング!!!26号）
- 1994年 - カイオ、サッカー選手
- 1994年 - 小林ひかる、モデル、アイドル（元PINK CRES.）
- 1994年 - 柳ゆり菜、グラビアアイドル、タレント
- 1995年 - 鶴崎修功、クイズプレイヤー
- 1995年 - 小室さやか、元歌手
- 1996年 - 植田海、プロ野球選手
- 1998年 - 中村咲哉、俳優
- 1999年 - 松田元太、アイドル（Travis Japan)
- 2000年 - 根尾昂、プロ野球選手
- 2000年 - 羽月隆太郎、プロ野球選手
- 2000年 - 是澤涼輔、プロ野球選手
- 2001年 - 清司麗菜、アイドル（NGT48）
- 2002年 - 西川僚祐、プロ野球選手
- 2002年 - 黒崎煌代、俳優
- 2003年 - 早河ルカ、モデル
- 2003年 - 西村拓哉、アイドル（ジュニア、元Lil かんさい）
- 2003年 - 愛い姫、タレント、元プロレスラー、元子役
- 2003年 - ジャクソン・メリル、プロ野球選手
- 生年不詳 - 大鐘則子、声優
- 生年不詳 - 梶山はる香、声優
- 生年不詳 - TSUCHIYA[9]、ミュージシャン（Qyoto）
- 生年不詳 - 長谷川萌、元アナウンサー

### 人物以外（動物など）
- 1970年 - キシュウローレル、競走馬（+ 1974年）
- 1973年 - テンポイント、競走馬（+ 1978年）
- 1989年 - ニシノフラワー、競走馬、繁殖牝馬（+ 2020年）
- 1994年 - メジロブライト、競走馬、種牡馬（+ 2004年）
- 1998年 - ダンツフレーム、競走馬（+ 2005年）

## 忌日

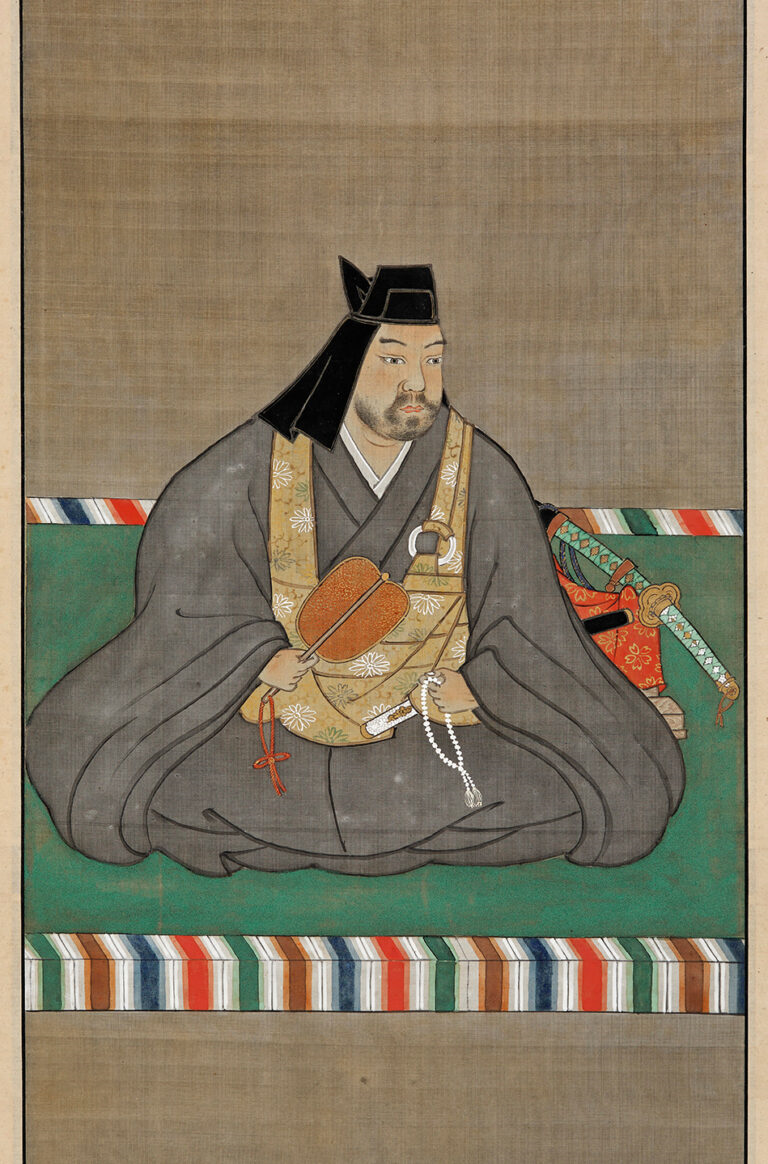
戦国武将、上杉謙信(1530-1578)没。

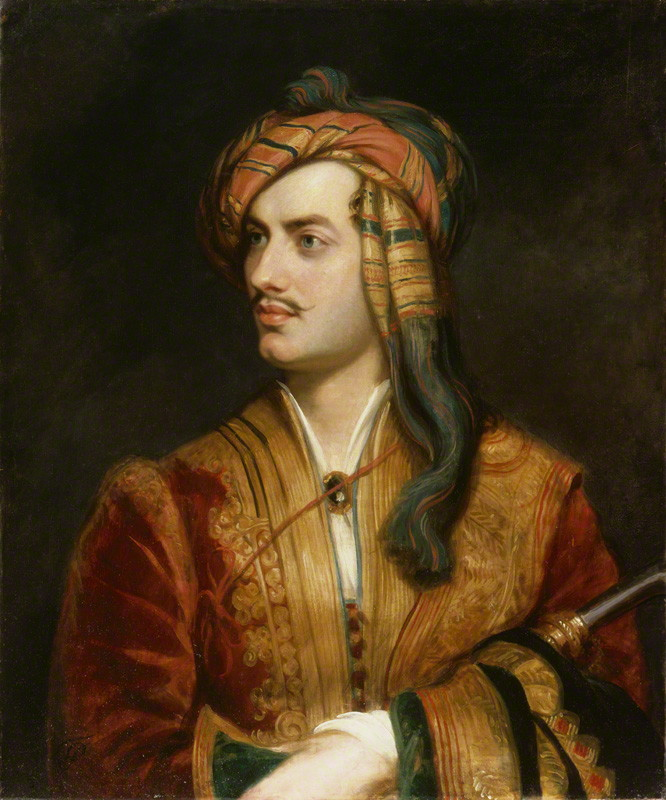
詩人ジョージ・ゴードン・バイロン(1788-1824)没。

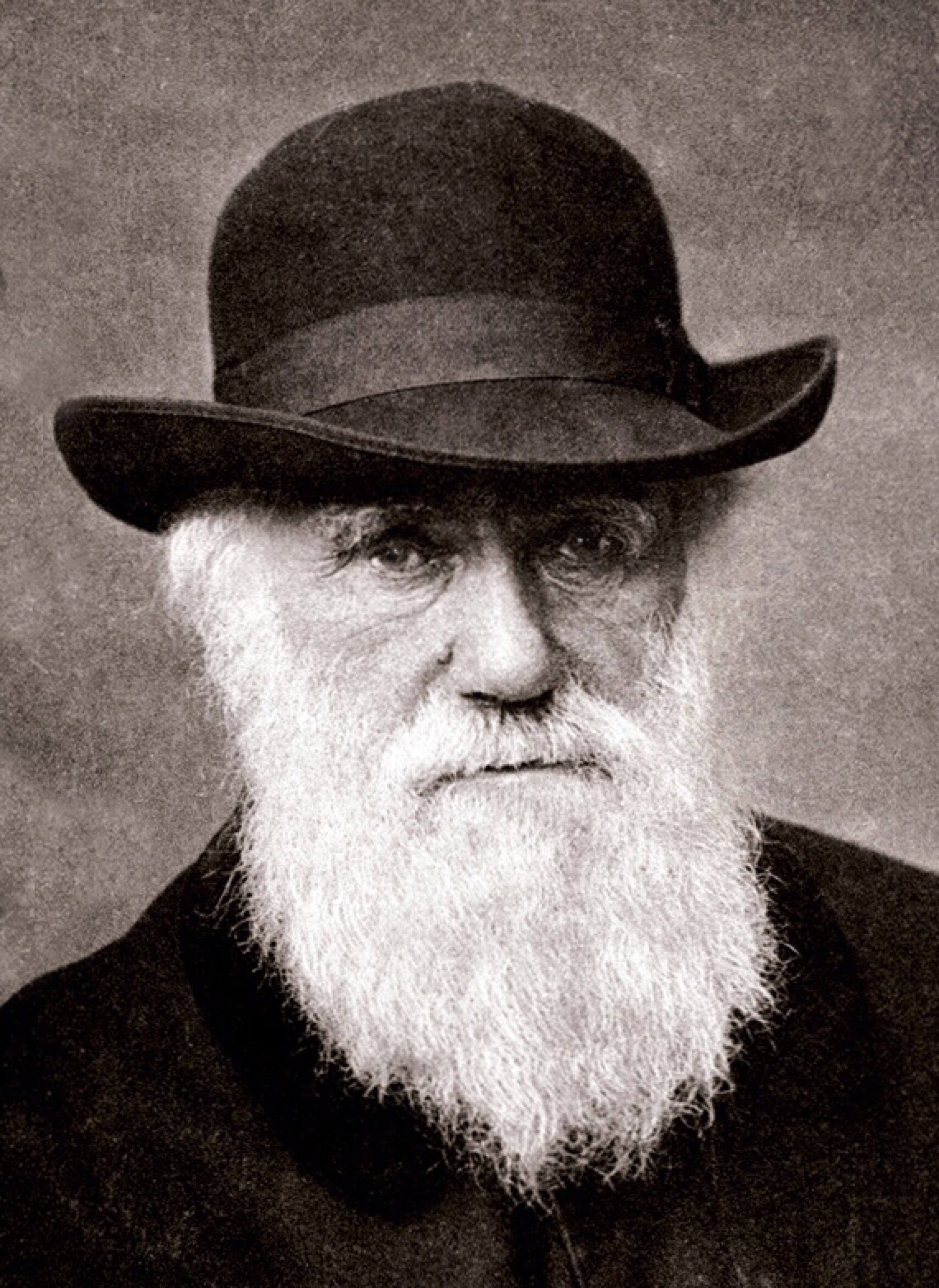
生物学者チャールズ・ダーウィン(1809-1882)没。

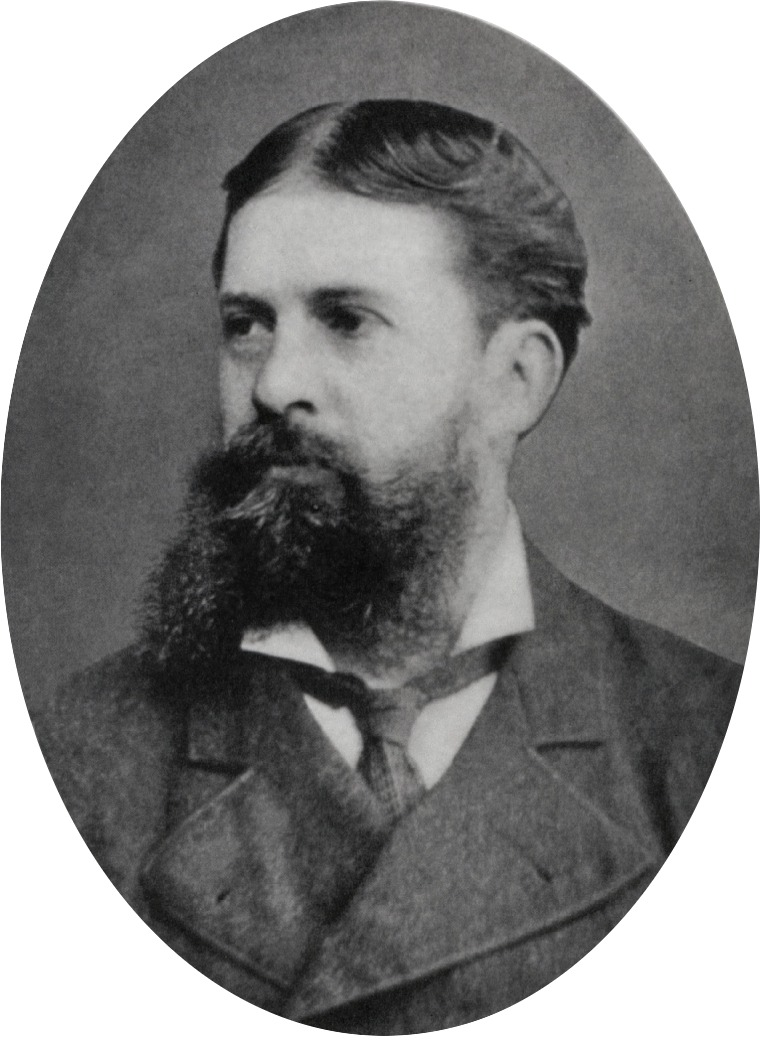
プラグマティズムと記号論の創始者の1人、チャールズ・サンダース・パース(1839-1914)没。

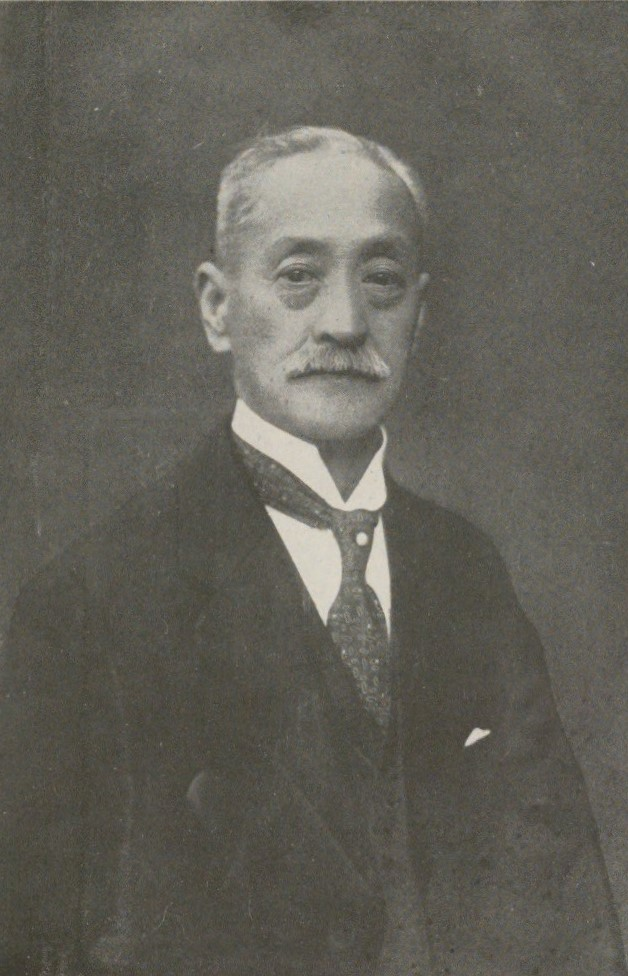
実業家六代目茂木七郎右衛門(1860-1929)没。代々醤油醸造業を営む家に生まれる。大正6年、一門により野田醤油（現キッコーマン）が設立され、社長に就任した。

- 1054年 - レオ9世、第152代ローマ教皇（* 1002年）
- 1390年 - ロバート2世、スコットランド王（* 1316年）
- 1560年 - フィリップ・メランヒトン、人文主義者、キリスト教神学者（* 1497年）
- 1578年（天正6年3月13日） - 上杉謙信、戦国武将、関東管領（* 1530年）
- 1579年（天正7年3月24日） - 上杉景虎、戦国武将（* 1554年）
- 1588年 - パオロ・ヴェロネーゼ、画家（* 1528年）
- 1598年（慶長3年3月14日） - 六角義賢、戦国武将（* 1521年）
- 1604年（慶長9年3月20日） - 黒田孝高、戦国武将（* 1546年）
- 1623年（元和9年3月20日） - 上杉景勝、大名（* 1556年）
- 1629年 - シジズモンド・ディンディア、作曲家（* 1582年頃）
- 1645年 - アントニオ・ヴァン・ディーメン、オランダ領東インド総督（* 1593年）
- 1689年 - クリスティーナ、スウェーデン女王（* 1626年）
- 1768年 - カナレット、画家（* 1697年）
- 1773年 - ユベール＝フランソワ・グラヴロ、版画家（* 1699年）
- 1810年 - アントワーヌ＝ドニ・ショーデ、彫刻家（* 1763年）
- 1824年 - ジョージ・ゴードン・バイロン、詩人（* 1788年）
- 1831年 - ヨハン・ボーネンベルガー（英語版）、天文学者、ジャイロスコープ発明者（* 1765年）
- 1854年 - ロバート・ジェイムソン、博物学者、鉱物学者、地質学者（* 1774年）
- 1881年 - ベンジャミン・ディズレーリ、政治家、イギリス首相（* 1804年）
- 1882年 - チャールズ・ダーウィン、自然科学者（* 1809年）
- 1897年 - 瓜生岩子、社会事業家（* 1829年）
- 1902年 - ハンス・フォン・ペヒマン（英語版）、化学者、ペヒマン縮合発見者（* 1850年）
- 1906年 - スペンサー・ゴア、テニス選手（* 1850年）
- 1906年 - ピエール・キュリー、物理学者（* 1859年）
- 1913年 - 時重初熊、獣医学者（* 1859年）
- 1913年 - フーゴー・ウィンクラー、考古学者（* 1863年）
- 1914年 - チャールズ・サンダース・パース、哲学者（* 1839年）
- 1916年 - コルマール・フォン・デア・ゴルツ、ドイツ陸軍の元帥（* 1843年）
- 1920年 - 日高秩父、官僚、書家（* 1853年）
- 1925年 - 五代目桂文楽、落語家（* 1864年）
- 1929年 - 六代目茂木七郎右衛門、醤油醸造家、実業家、野田醤油（現キッコーマン）初代社長（* 1860年）
- 1931年 - ルイ・ドロ、古生物学者、ドロの法則提唱者（* 1857年）
- 1935年 - 青木存義、作詞家（* 1879年）
- 1938年 - 永井武雄、プロ野球選手（* 1904年）
- 1939年 - 松本泰、小説家（* 1887年）
- 1946年 - 安藤利吉、第19代台湾総督（* 1884年）
- 1949年 - スティーヴン・サミュエル・ワイズ、ユダヤ教改革派指導者（* 1874年）
- 1949年 - ウルリッヒ・サルコウ、フィギュアスケート選手（* 1877年）
- 1957年 - 永井松三、外交官（* 1877年）
- 1962年 - 妹尾韶夫、翻訳家、探偵小説作家（* 1892年）
- 1964年 - モーリス・マレシャル、チェリスト（* 1892年）
- 1967年 - コンラート・アデナウアー、初代ドイツ連邦首相（* 1876年）
- 1970年 - 上野精一、朝日新聞社社主（* 1882年）
- 1973年 - ハンス・ケルゼン、法学者（* 1881年）
- 1981年 - 木村幌、声優、ナレーター（* 1933年）
- 1982年 - 大中寅二、作曲家、オルガニスト（* 1896年）
- 1982年 - 大野元美、実業家、政治家、第8-11・13-14代埼玉県川口市長（* 1912年）
- 1983年 - 服部峻治郎、医学者、小児科医、第14代京都大学総長（* 1890年）
- 1983年 - 中原淳一、挿絵画家、デザイナー（* 1913年）
- 1984年 - 賀子珍、毛沢東の妻（* 1909年）
- 1986年 - 陣出達朗、小説家（* 1907年）
- 1987年 - 長谷川四郎、小説家（* 1909年）
- 1987年 - 宮永岳彦、画家（* 1919年）
- 1989年 - ダフニ・デュ・モーリエ、小説家（* 1907年）
- 1989年 - 君健男、医師、官僚、政治家、公選第9-12代新潟県知事（* 1911年）
- 1990年 - 小野明、第19代参議院副議長（* 1920年）
- 1993年 - ブラス・ガリンド、作曲家（* 1910年）
- 1995年 - 堀口綾子、アイドル、タレント（* 1973年）
- 1996年 - 今井善衛、通商産業省事務次官（* 1913年）
- 1996年 - 丸典膳カイ、俳優（* 1974年）
- 1997年 - 安藤しげき、漫画家（* 1953年）
- 1998年 - オクタビオ・パス、詩人、評論家（* 1914年）
- 1999年 - 大島友治、政治家、第45代科学技術庁長官（* 1916年）
- 1999年 - 二代目桂枝雀、落語家（* 1939年）
- 2000年 - 山崎諭、アマチュア野球指導者（* 1922年）
- 2000年 - 福田雅一、プロレスラー（* 1972年）
- 2001年 - エディット・ピヒト＝アクセンフェルト、チェンバロ奏者（* 1914年）
- 2002年 - レジナルド・ローズ、脚本家（* 1920年）
- 2004年 - ジョン・メイナード＝スミス、生物学者（* 1920年）
- 2004年 - ノリス・マックワーター（英語版）、作家、編集者、テレビ司会者、ギネス・ブック創刊者（* 1925年）
- 2004年 - ジム・カンタルーポ、実業家、元マクドナルド社長（* 1943年）
- 2005年 - ナジ・ラースロー、フィギュアスケート選手（* 1927年）
- 2005年 - ジョージ・P・コスマトス、映画監督（* 1941年）
- 2006年 - アルバート・スコット・クロスフィールド、テストパイロット（* 1921年）
- 2006年 - 飯田善国、彫刻家、現代美術家、詩人（* 1923年）
- 2007年 - 髙橋節郎、漆芸家（* 1914年）
- 2007年 - ヘレン・ウォルトン、サム・ウォルトン（ウォルマート創業者）の妻（* 1919年）
- 2007年 - ジャン＝ピエール・カッセル、俳優（* 1932年）
- 2007年 - ボフダン・パチンスキ、天文学者（* 1940年）
- 2007年 - 黒澤進、音楽評論家、GS研究家（* 1954年）
- 2008年 - ジェルメーヌ・ティヨン、人類学者（* 1907年）
- 2009年 - 高城申一郎、実業家、元住友不動産社長（* 1926年）
- 2009年 - 岩田平太郎、薬理学学者、大阪大学名誉教授（* 1927年）
- 2009年 - J・G・バラード、SF作家（* 1930年）
- 2009年 - 岡本信、歌手（* 1949年）
- 2009年 - 荻原弘子、アナウンサー、チーフディレクター（* 1954年）
- 2010年 - グールー、ラッパー（* 1961年)
- 2010年 - エドウィン・バレロ、プロボクサー、元WBC世界ライト級王者、元WBA世界スーパーフェザー級王者（* 1981年）
- 2011年 - グレテ・ワイツ、陸上競技選手（* 1953年）
- 2012年 - グスタフ・ヤンション、陸上競技選手（* 1922年）
- 2012年 - リヴォン・ヘルム、歌手、ミュージシャン、俳優（* 1940年）
- 2012年 - ワレリー・ワシリエフ、アイスホッケー選手、1972年札幌五輪・1976年インスブルック五輪金メダリスト（* 1949年）
- 2013年 - フランソワ・ジャコブ、医師、病理学者、遺伝学者、ノーベル生理学医学賞受賞者（* 1920年）
- 2013年 - アレン・ニューハース（英語版）、実業家、作家、USAトゥデイ創刊者（* 1924年）
- 2013年 - E・L・カニグズバーグ、児童文学作家（* 1930年）
- 2013年 - ケネス・アッペル（英語版）、数学者、四色定理共同解明者（* 1932年）
- 2014年 - ルシアーノ・ド・ヴァーレ、ジャーナリスト（* 1947年）
- 2014年 - ケビン・シャープ、カントリー歌手（* 1970年）
- 2015年 - 西本裕行、俳優、声優（* 1927年）
- 2016年 - パトリシオ・エイルウィン、政治家（* 1918年）
- 2016年 - ウォルター・コーン、理論物理学者、ノーベル物理学賞受賞者（* 1923年）
- 2016年 - 大川久男、脚本家（* 1928年）
- 2017年 - 阪本道隆、銀行家、元南都銀行頭取（* 1927年）
- 2017年 - アーロン・ヘルナンデス、アメリカンフットボール選手（* 1989年）
- 2018年 - 國分康孝、心理学者、東京成徳大学名誉教授（* 1930年）
- 2018年 - 有吉威、実業家、政治家、元直方ガス社長、元福岡県直方市長（* 1937年）
- 2019年 - 小針春芳、プロゴルファー、日本プロゴルフ殿堂（* 1921年）
- 2019年 - 松尾博人、実業家、元クラレ社長（* 1935年）
- 2019年 - 保岡興治、裁判官、弁護士、政治家、第69代・第81代法務大臣（* 1939年）
- 2019年 - パトリック・セルキュ、自転車競技選手、1964年東京五輪金メダリスト（* 1944年）
- 2020年 - 皆川達夫、音楽学者、立教大学名誉教授（* 1927年）
- 2020年 - ピーター・ドロンケ、中世ヨーロッパ文学者（* 1934年）
- 2020年 - 松下三郎、柔道家（* 1935年）
- 2020年 - フィリップ・ナオン、俳優（* 1938年）
- 2020年 - スティーヴ・ダルコウスキー、プロ野球選手（* 1939年）
- 2020年 - アレクサンドル・ヴスティン、作曲家（* 1943年）
- 2021年 - ウォルター・モンデール、政治家、第42代アメリカ合衆国副大統領（* 1928年）
- 2021年 - ヴィリー・ファン・デル・カイレン、サッカー選手（* 1946年）
- 2021年 - ジム・スタインマン、作詞家、作曲家、音楽プロデューサー（* 1947年）
- 2021年 - 川崎隆生、ジャーナリスト、元西日本新聞社社長（* 1950年）
- 2021年 - 吉田寛、コピーライター、文筆家（* 1957年）
- 2022年 - 田中カ子、スーパーセンテナリアン（* 1903年）
- 2022年 - 久世公堯、官僚、政治家、第5代金融再生委員会委員長、元自治大学校長（* 1928年）
- 2022年 - ローランド・ヒノホサ、小説家、詩人（* 1929年）
- 2022年 - 足木敏郎、プロ野球選手（* 1934年）
- 2022年 - ヘンリー・スコット・ストークス、ジャーナリスト、英経済紙フィナンシャル・タイムズ初代東京支局長（* 1938年）
- 2023年 - 椎名武雄、実業家、元日本IBM社長（* 1929年）
- 2023年 - 大橋勇武、ギタリスト、作曲家（* 1967年）
- 2023年 - 厚木凡人、舞踊家、振付家（* 1936年）
- 2023年 - ジェレミー・ノビス、アルペンスキー選手（* 1970年）
- 2023年 - エレナ・パンポロバ、テニス選手（* 1972年）
- 2023年 - ムンビン、歌手、俳優（*1998年）
- 2024年 - 粟津則雄、文芸評論家、フランス文学者、法政大学名誉教授（* 1927年）
- 2024年 - ダニエル・デネット、哲学者、認知科学者（* 1942年）
- 2024年 - マイケル・カスクーナ、音楽プロデューサー、ライター（* 1948年）
- 2024年 - ムハンマド・ファーリス、軍人、宇宙飛行士（* 1951年）

## 記念日・年中行事

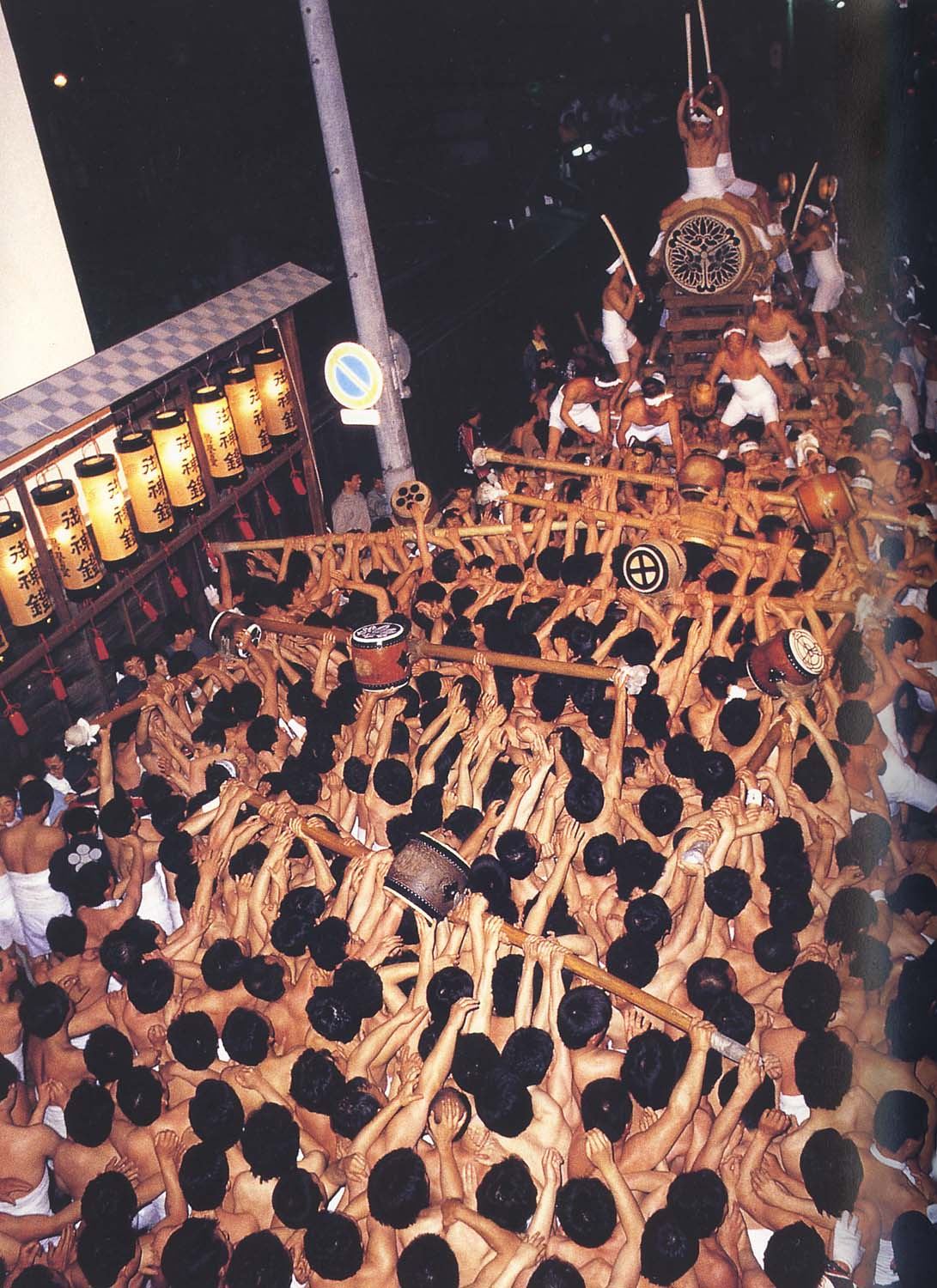
飛騨の古川祭

- 穀雨（ 日本2020年・2024年・2028年・2032年）
二十四節気の1つ。太陽の黄経が30度の時で、田畑の準備が整い、それに合わせて春の雨の降るころ。
- 独立宣言の日（ ベネズエラ）
1810年のこの日、カラカス市参事会がベネズエラ総督を追放し、スペインからの独立を宣言した。
- 国王誕生日（ エスワティニ）
スワジランドの現国王ムスワティ3世の1968年の誕生日。
- 健康の日（ キリバス）
- プリムローズ・デー（英語版）（ イギリス）
イギリスの40・42代首相ベンジャミン・ディズレーリの1881年の忌日。プリムローズ（英語版）はディズレーリの好きな花であり、ヴィクトリア女王がよく、宮殿の庭で摘んだプリムローズをディズレーリに贈っていたというエピソードからこの名前がついている。
- 自転車の日 (Bicycle Day)
1943年のこの日にスイスの化学者アルバート・ホフマンがLSDの幻覚作用を発見したことを記念。ホフマンは研究室でLSDを服用する実験をした後、幻覚状態のまま自転車で帰宅したが、その間も視野にある全ての像が揺れ動き、自転車が一向に進んでいるように感じられなかったと記していることから、この名前がついている。
- 飼育の日（ 日本）
日本動物園水族館協会が2009年に制定。「しいく」の語呂合せ。
- 地図の日（最初の一歩の日）（ 日本）
寛政12年閏4月19日（1800年6月11日）、伊能忠敬が蝦夷地の測量を行うため江戸を出発したことにちなむ。
- 古川祭（ 日本）
岐阜県飛騨市古川町の気多若宮神社の例祭。日本三大裸祭りの1つに数えられ、起し太鼓・屋台行事が国の重要無形民俗文化財に指定されている。